# آلاداغ، آدانا
الاداگ، ادنا (به لاتین: Aladağ, Adana) یک سکونتگاه مسکونی در ترکیه است که در استان آدانا واقع شده‌است.

## خصوصیات
الاداگ ۹۲۱ متر بالاتر از سطح دریا واقع شده‌است.